# Characidium xavante
Characidium xavante är en fiskart som beskrevs av Da Graça, Pavanelli och Buckup 2008. Characidium xavante ingår i släktet Characidium och familjen Crenuchidae. Inga underarter finns listade i Catalogue of Life.